# Braunbrustigel
Der Braunbrustigel (Erinaceus europaeus), auch Westeuropäischer Igel oder Westigel genannt, ist ein Säugetier aus der Familie der Igel (Erinaceidae). Das Verbreitungsgebiet umfasst weite Teile Mittel-, West-, Süd- und Nordeuropas. In Ostmittel- und Osteuropa sowie in Teilen Westasiens ist dagegen der ebenfalls zu den Kleinohrigeln zählende Nördliche Weißbrustigel die vorherrschende Art. Der Igel ist 2009 von der Schutzgemeinschaft Deutsches Wild und erneut 2024 von der Deutschen Wildtier Stiftung zum Tier des Jahres gewählt worden.

## Erscheinungsbild

### Körpergröße und -gewicht

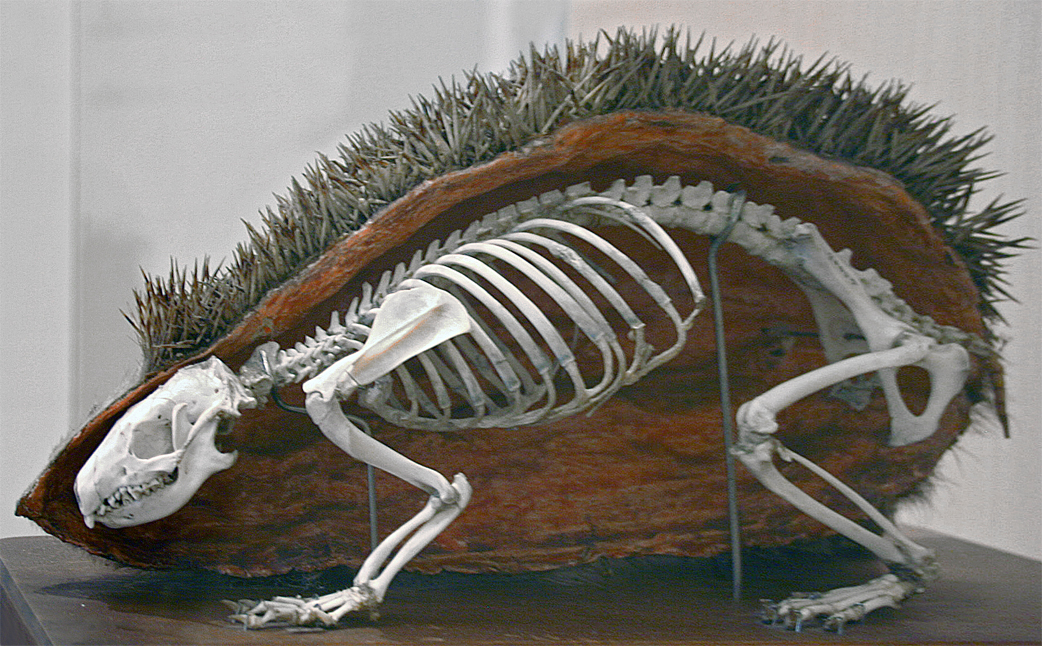
Igelanatomie im Längsschnitt

Ein ausgewachsener zweijähriger Braunbrustigel erreicht eine Kopf-Rumpf-Länge von 22 bis 30 Zentimetern. Etwa zwei Zentimeter lang ist der Schwanz.
Das Körpergewicht der Braunbrustigel schwankt in Abhängigkeit vom Lebensalter des jeweiligen Tieres und der Jahreszeit. Braunbrustigel, die ihr erstes Lebensjahr vollendet haben, wiegen in der Regel zwischen 450 und 700 Gramm. Braunbrustigel, die im Spätsommer mehr wiegen als dies, sind in der Regel älter. Sie können mehr als 1.500 Gramm wiegen, weil sie Fettreserven für das Winterhalbjahr aufbauen. Im Frühjahr, wenn die Fettreserven durch den Winterschlaf dagegen aufgebraucht sind, wiegen auch ältere Igel gelegentlich nur noch 350 Gramm.

### Die Stacheln

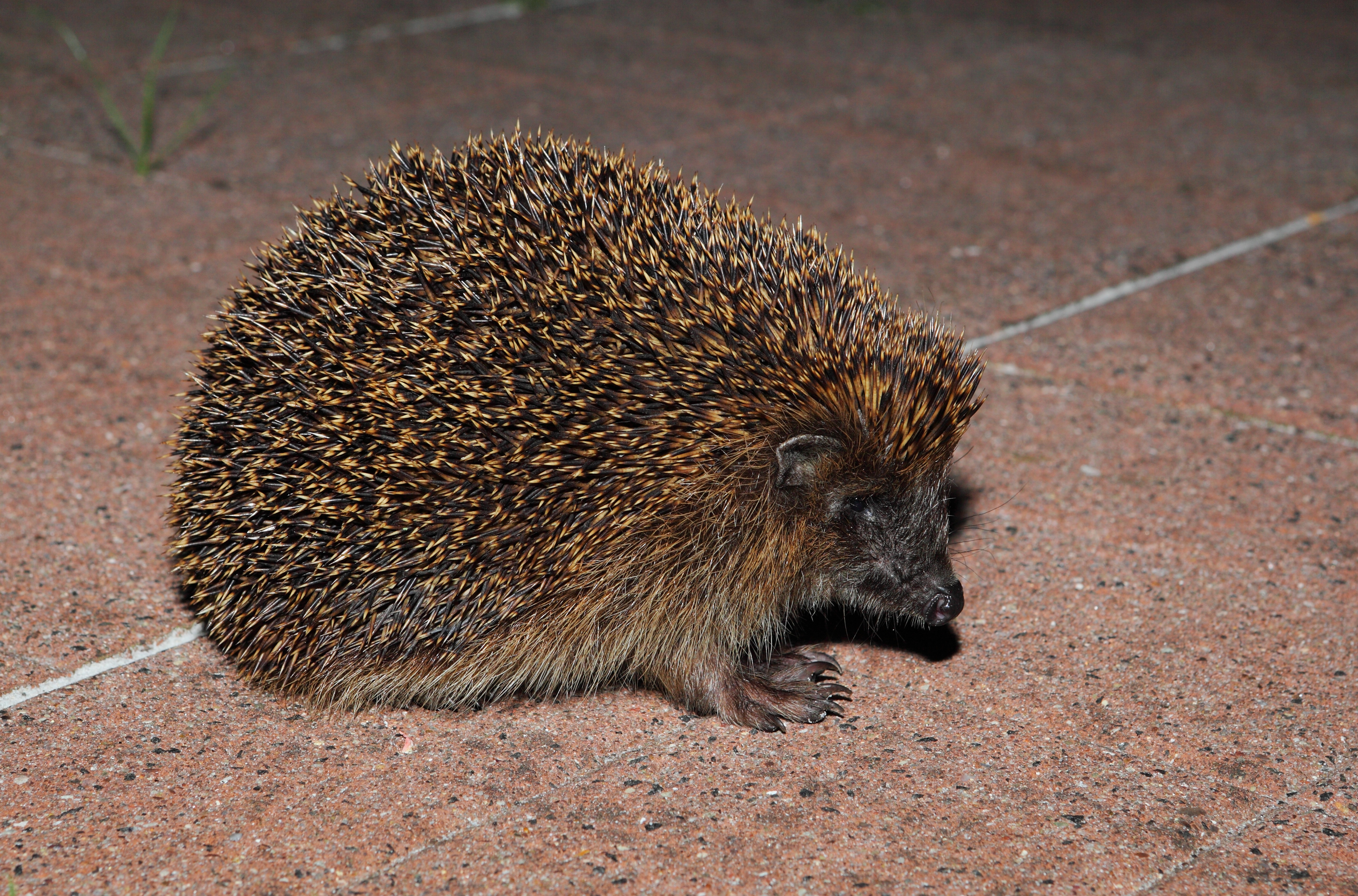
Braunbrustigel in einer Wohngegend, mit sehr gut sichtbaren Stacheln

Das auffälligste Merkmal des Braunbrustigels sind die Stacheln, die die Kopfoberseite und den Rücken bedecken. Die Anzahl der Stacheln ist abhängig von der Körpergröße. Junge Igel, die gerade in der Lage sind, selbständig das Nest zu verlassen, weisen etwa 3000 Stacheln auf. Ein ausgewachsener, 600 Gramm schwerer Igel hat etwa 5000 und ein sehr großer Igel 7500 Stacheln. Es handelt sich bei den Stacheln jeweils um modifizierte Haare, die rund 20 bis 30 Millimeter lang und ein bis zwei Millimeter dick sind. Die „Lebensdauer“ eines einzelnen Stachels liegt zwischen zwölf und achtzehn Monaten, bevor er ausfällt und ein neuer nachwächst.
Die Stacheln sind an der Wurzel cremeweiß und gehen dann in ein Braun über. Unmittelbar vor der weißen Stachelspitze ist die Färbung des Stachels am dunkelsten. Bei jungen Igeln und gelegentlich auch bei älteren Individuen sind sie an dieser Stelle fast schwarz.

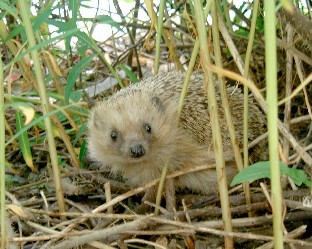
Sogenannter „blonder“ Igel

Gelegentlich kommen Igel vor, deren Stacheln die übliche braune Färbung nicht aufweisen. Eine abweichende weiße oder hornfarbene Stachelfärbung ist in der Regel auf lediglich eine Körperstelle beschränkt. Es treten auch Igel auf, deren Stacheln vollständig weiß oder hornfarben sind. Es handelt sich bei diesen Igeln nicht um Albinos, denn sie weisen an Gesicht und Bauchseite das für Igel charakteristische graubraune Fell auf. Auf der Kanalinsel Alderney machen Igel, deren Stacheln eine auffällig helle, hornfarbene Färbung aufweisen, 25 Prozent der Igel-Population aus: Alderney war ursprünglich igellos, aber 1966 verkaufte die Londoner Haustierabteilung von Harrods dorthin einige Igel. Unter diesen befand sich offensichtlich mindestens ein Exemplar mit einer vermutlich rezessiv vererbten Veranlagung für diese auch als „blond“ bezeichneten Stacheln. Die wenigen Gründertiere, auf die die Igelpopulation auf Alderney zurückgeht, haben die Ausbreitung dieses Merkmals begünstigt.
Albinos treten in Igelpopulationen gleichfalls auf. Sie weisen aufgrund eines Pigmentmangels neben rahmweißen Stacheln ein ebensolches Fell, eine rosafarbene Haut und rote Augen auf. Da Braunbrustigel nachtaktive Tiere sind, ist die erhöhte Lichtempfindlichkeit der Albinos von geringer Auswirkung auf die Fitness des individuellen Tieres. Die nächtliche Lebensweise scheint auch den Feinddruck zu verringern, dem Albinos normalerweise ausgesetzt sind, denn Albinos findet man unter Igeln häufiger als bei anderen Tierarten.

### Weitere Merkmale

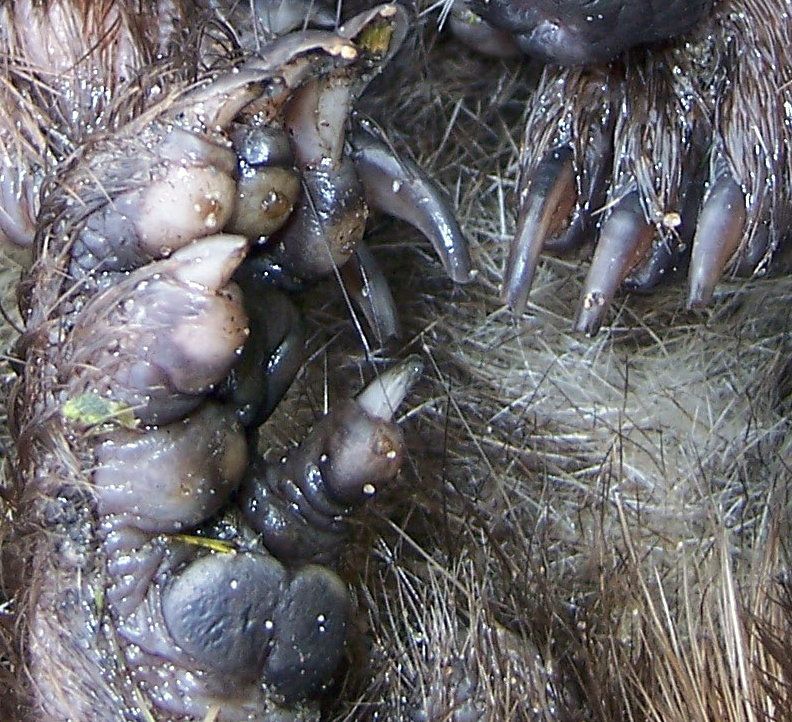
Vorderfuß (rechts) und Hinterfuß (links) eines eingerollten Igels

Braunbrustigel haben kurze Gliedmaßen, wobei die Hinterbeine etwas länger als die Vorderbeine sind. Die Füße enden jeweils in fünf Zehen, die mit Krallen versehen sind. Die zweiten, dritten und vierten Zehen sind annähernd gleich lang, die ersten und fünften sind kleiner und haben auch kleinere Krallen. Sie sind Sohlengänger, die die gesamte Fußfläche bei der Fortbewegung aufsetzen.

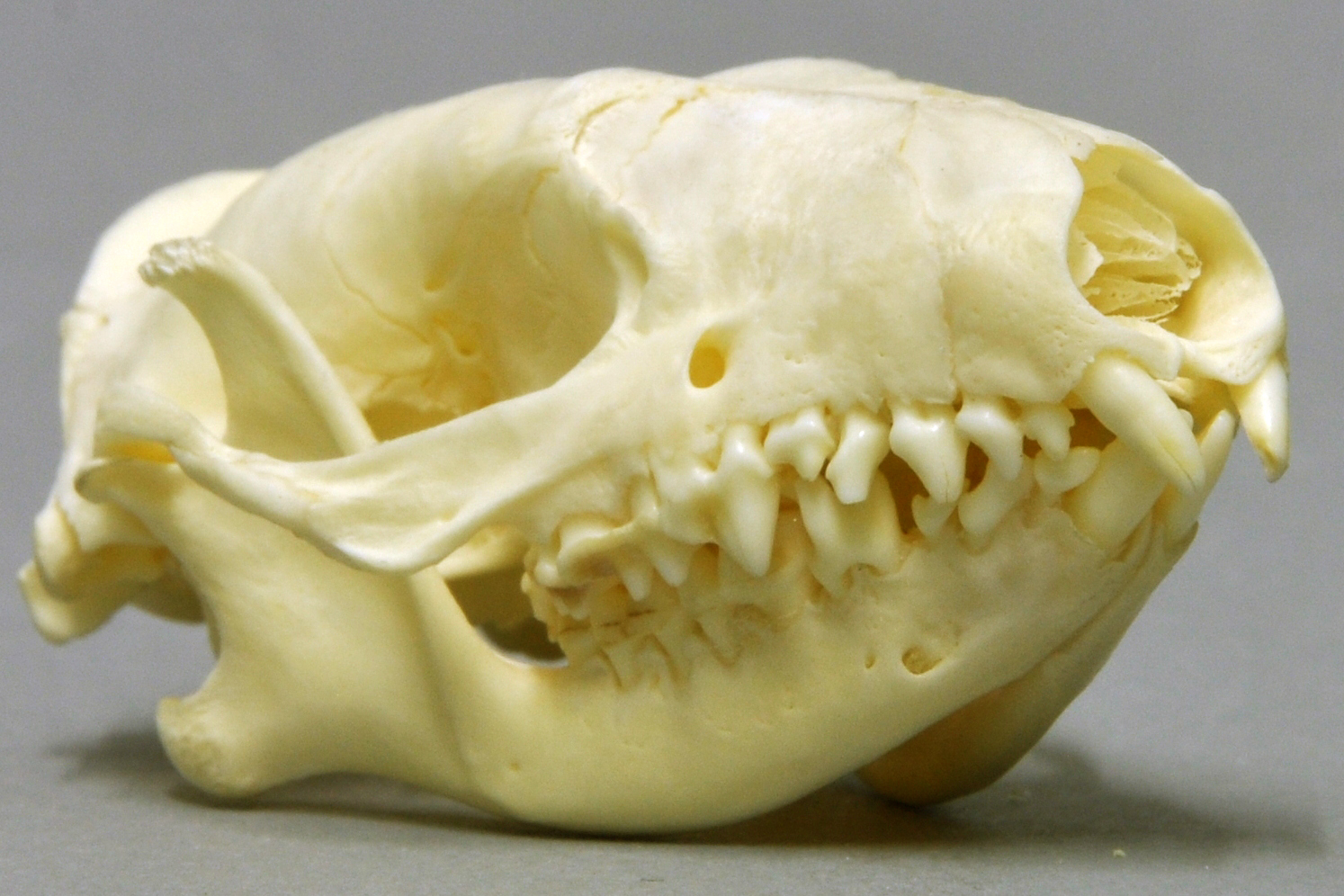
Schädel

Der Kopf des Braunbrustigels ist mit einer langen, beweglichen Schnauze versehen. Sie haben 36 Zähne, die Zahnformel lautet 3/2-1/1-3/2-3/3. Das bedeutet, dass sie pro Oberkieferhälfte drei Schneidezähne, einen Eckzahn, drei Prämolaren und drei Molaren, pro Unterkieferhälfte zwei Schneidezähne, einen Eckzahn, zwei Prämolaren und drei Molaren haben. Die Schneidezähne des Oberkiefers stehen weit auseinander, sodass die des Unterkiefers dazwischen passen. Wie bei vielen Insektenfressern ist das Gebiss kräftig entwickelt.
Die Augen sind rund und klein, die Ohren sind mit einer Länge von einem Zentimeter ebenfalls klein und fast völlig im Fell verborgen. Der Gesichtssinn ist schlecht entwickelt, er spielt aber bei der Nahrungssuche offensichtlich auch nur eine geringe Rolle. Telemetrische Untersuchungen, bei denen auch blinde Igel zu den untersuchten Igeln gehörten, wiesen auf keine wesentlichen Beeinträchtigungen dieser Tiere hin. Blinde Igel haben sogar schon erfolgreich Junge großgezogen. Bei der Nahrungssuche verlassen sich Braunbrustigel vorrangig auf ihren Geruchssinn, wobei das Jacobson-Organ ihnen zusätzlich bei der Witterung von Beute oder Feinden hilft. Auch das Gehör ist gut entwickelt.
Beide Geschlechter weisen jeweils fünf Zitzen je Körperseite auf. Die knopfförmige, hautige Penisöffnung der Männchen liegt in der Mitte der hinteren Körperhälfte, etwa fünf Zentimeter vom After entfernt. Die Hoden sind äußerlich nicht zu erkennen. Die Geschlechtsöffnung der Weibchen befindet sich nicht mehr als zwei Zentimeter vor dem After.

## Stimme
Beim Erkunden der Umgebung geben Braunbrustigel meist nur leise Schnauf- und Niesgeräusche von sich. Dies ist meist noch von einem Rascheln begleitet, wenn sie sich durch das Unterholz bewegen. Haben sie etwas zu fressen gefunden, sind zusätzlich deutliches Schmatzen sowie das Knacken von Schneckenhäusern oder Insektenpanzern zu hören.
Ein lauteres Keckern ist zu hören, wenn die eigentlich einzelgängerischen Igel in der Nähe von Futterstellen anderen Artgenossen begegnen. Es geht in ein Fauchen und lautes Schnaufen über, wenn sich die Tiere bedroht fühlen. Gelegentlich wird auch ein lautes und durchdringendes Schreien oder Kreischen beschrieben, das vermutlich in Ausnahmesituationen wie starker Angst oder Schmerzen ausgestoßen wird. 
Am ausdauerndsten und auffälligsten ist die Lautäußerung des Paarungsspiels: Die Geräusche, die Igel dabei von sich geben, erinnern an Schnarch- und Sägegeräusche. Männliche Igel umkreisen dabei das Weibchen über längere Zeit und geben dabei ein intensives, langgezogenes Schnaufen, Grunzen oder Keckern von sich - mitunter über mehrere Nächte hinweg.
In seltenen Fällen lassen sich auch ungewöhnliche Laute wie Husten oder Bellen beobachten. Diese können auf Erregung, aber auch auf gesundheitliche Probleme wie Atemwegserkrankungen hinweisen.

## Verbreitung

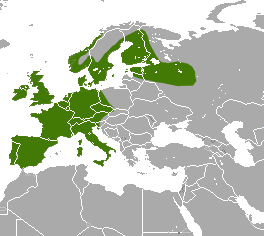
Verbreitungsgebiet in Europa

Braunbrustigel bewohnen große Teile West- und Mitteleuropas, darunter die Britischen Inseln, die Iberische Halbinsel, Frankreich, Italien samt einigen Mittelmeerinseln, Deutschland, die Schweiz und Österreich; daneben Teile des Baltikums, das nördliche Russland bis zum Uralgebirge, das südliche Finnland sowie das südliche Skandinavien. Beobachtungen lassen darauf schließen, dass sich im 20. Jahrhundert ihr Verbreitungsgebiet in Skandinavien ausgedehnt hat.
Quer durch das östliche Mitteleuropa (vom westlichen Polen über die Tschechische Republik und Österreich bis zur norditalienischen, slowenischen und kroatischen Adriaküste) erstreckt sich ein etwa 200 Kilometer breiter Bereich, in dem sich das Verbreitungsgebiet des Braunbrustigels mit dem des Nördlichen Weißbrustigels überlappt. Ein weiteres Überlappungsgebiet dieser beiden Arten liegt im südlichen Estland, nördlichen Lettland, dem daran östlich angrenzenden westlichen Zipfel Nordwestrusslands (Teile des Oblasts Pskow) sowie dem nördlichen Zentralrussland (einschließlich Moskaus).
In Neuseeland wurde die Art im späten 19. Jahrhundert eingeführt und hat sich dort beträchtlich vermehrt.

## Lebensraum

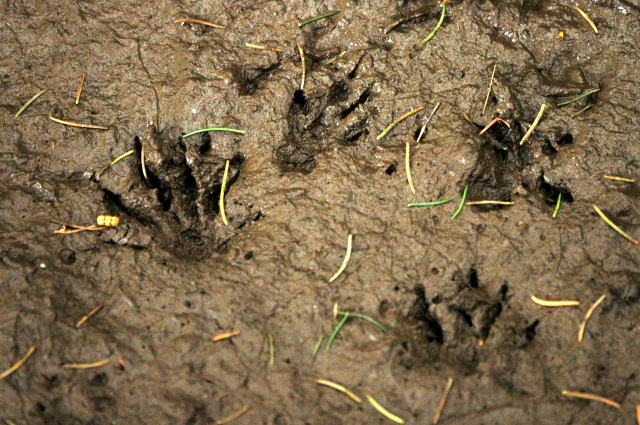
Igelspuren im aufgeweichten Boden

Braunbrustigel bevorzugen eine reich gegliederte Feldflur mit einem abwechslungsreichen Bewuchs aus Hecken, Gebüsch, Bodendeckern, Weideland, Feldraine mit Altgrasbestand oder Staudendickichten, kleinem Gehölz mit Totholzbeständen und Ruderalflächen. Auch an Laubwaldrändern sind sie zu finden. Sie meiden Nadelwälder, baum- und strauchlose Landwirtschaftsflächen und zu feuchte Habitate wie Moore. Gebüsche und Hecken, aber auch hohle Baumstämme und Felsspalten dienen ihnen als Ruheplätze. Manchmal beziehen sie auch verlassene Baue anderer Säugetiere.
Braunbrustigel findet man heute überwiegend auf Streuobstwiesen, in naturnahen Gärten, Parks und Friedhöfen sowie in den durchgrünten Siedlungsbereichen in der Randzone von Städten und Dörfern. Den Verlust ihres ursprünglichen Lebensraums – nämlich einer reich gegliederten Feldflur – konnten sie zumindest teilweise dadurch ausgleichen, dass sie als Kulturfolger verstärkt den menschlichen Siedlungsraum erschlossen.

## Nahrung

### Die wichtigsten Nahrungsbestandteile

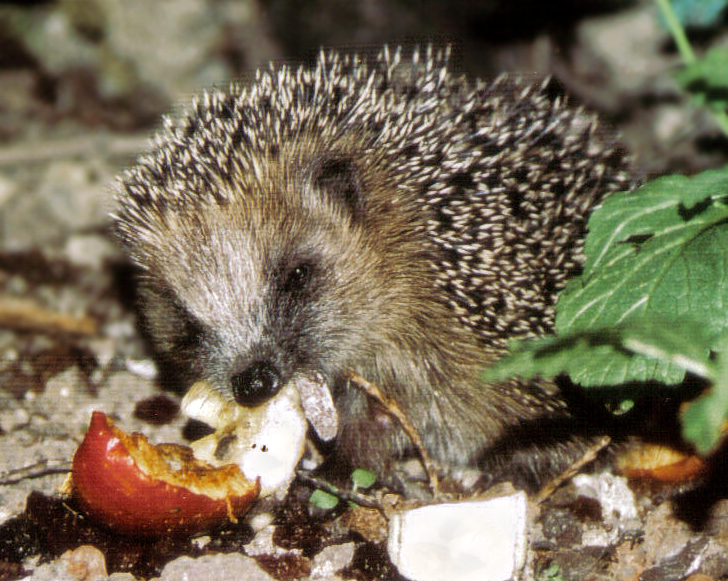
Obwohl der Igel ein Fleischfresser ist (vorwiegend Insekten), nimmt er im Herbst auch Fallobst

Die Hauptnahrung des Braunbrustigels besteht aus Insekten, darunter Käfer wie die Laufkäfer, Ohrwürmer, Schmetterlingsraupen, sowie Tausendfüßer und Regenwürmer. Nacktschnecken zählen nicht zu seiner bevorzugten Nahrung, sie machen lediglich zwischen einem und fünf Prozent derselben aus. Gehäuseschnecken werden nur selten von Igeln gefressen – sein Gebiss erschwert es ihm, die Schneckenhäuser aufzubrechen. Taunasses, von Großvieh extensiv beweidetes Grasland stellt für Braunbrustigel offenbar einen besonders ergiebigen Jagdgrund dar. Sie legen gelegentlich nachts bis zu einem Kilometer zurück, um auf solchem Gelände nach Nahrung zu suchen.
Der Braunbrustigel frisst auch Säugetiere wie Mäuse, Spitz- und Wühlmäuse und Maulwürfe. Es handelt sich dabei meist um nestjunge, noch blinde Tiere, die er auf seinen nächtlichen Suchgängen findet. Weder sein Gebiss noch seine Laufgeschwindigkeit befähigen den Braunbrustigel dazu, ausgewachsenen Tieren dieser Arten ein ernsthafter Fressfeind zu sein. Braunbrustigel fressen jedoch auch Aas und sind daher gelegentlich an den Überresten der obengenannten Tiere zu sehen.
Vogeleier und -küken stellen während der Brutsaison einen wichtigen Anteil der Nahrung dar. Hühnereier sind in der Regel für den Igel zu groß, um sie zu zerbrechen. Er erbeutet aber Küken des Haushuhns. Auch die Eier bodenbrütender Vögel wie Möwen, Seeschwalben, Lerchen, Fasane und Rebhühner sowie Pieper frisst er. Der Igelspezialist Pat Morris verweist allerdings auf Studien über den Bruterfolg von Jagdfasanen, die gezeigt haben, dass weit mehr Fasanennester durch landwirtschaftliche Maschinen zerstört werden als dem Igel zum Opfer zu fallen. Auf einigen Inseln, auf denen er eingeführt wurde, stellt er tatsächlich eine Gefährdung für seltene Bodenbrüter dar.
Im Herbst fressen Braunbrustigel gelegentlich überreifes Fallobst – es stellt jedoch nur einen insignifikanten Anteil ihrer Gesamtnahrung dar. Möglicherweise interessieren sie sich auch nur für die am Fallobst reichlich versammelten Insekten.

### Nahrungsmythen
In der älteren Literatur findet man noch Angaben, dass Braunbrustigel in großem Maße auch Schlangen fräßen. Der nachtaktive Igel hat jedoch nur wenig Gelegenheit, den tagaktiven Schlangen überhaupt zu begegnen. Igel vertragen zwar wohl tatsächlich eine im Verhältnis zu ihrer Körpergröße hohe Menge an Schlangengift, Schlangen gehören aber nicht in ihr normales Nahrungsspektrum. Nur in Einzelfällen gelingt es Igeln, kleine Kreuzottern zu erlegen. Ähnlich wie bei den oben genannten Säugetieren frisst der Igel jedoch Schlangenkadaver, wenn er sie findet.
Ebenfalls in das Reich der Legende gehört die Behauptung, dass Igel ihre Nahrungsvorräte auf den Stacheln lagern. Zwar finden sich manchmal Blätter oder Früchte auf seinem Rücken aufgespießt, allerdings ernähren sich die Tiere nicht davon. Sie nehmen diesen Ballast unabsichtlich auf, beispielsweise in ihrem Nest, und scheinen danach keinen großen Eifer an den Tag zu legen, ihn zu entfernen.
Gleichfalls zu den Legenden gehören Berichte, dass Igel Milch aus den Zitzen liegender Kühe trinken. Es ist nicht nur fragwürdig, ob eine Kuh so etwas dulden würde. Die Schnauze eines Igels ist zu klein, um die Zitze eines Euters fassen zu können. Milch ist keine für Igel geeignete Nahrung und kann zu lebensbedrohlichem Durchfall führen.

## Lebensweise

### Aktivität und Sozialverhalten
Wie alle Stacheligel ist auch der Braunbrustigel ein dämmerungs- und nachtaktiver Einzelgänger. Den Tag verschläft der Igel in einem mit Laub oder Ästen ausgekleideten Nest oder Hohlraum, um in der Dämmerung und Nacht auf Nahrungssuche zu gehen. Der Braunbrustigel hat zwei Hauptaktivitätsphasen. Die erste liegt zwischen 18 und 21 Uhr, die zweite zwischen 0 und 3 Uhr.
Das Gebiet, das ein Männchen regelmäßig durchstreift, kann bis zu einem Quadratkilometer umfassen. Weibchen dagegen nutzen Reviere, die selten größer sind als 0,3 km². Braunbrustigel sind grundsätzlich sehr ortstreu. Sie nutzen innerhalb ihres Reviers mehrere Nester aus Laub oder Gras, die sie in unregelmäßigen Abständen aufsuchen. Braunbrustigel sind Einzelgänger, die außerhalb der Paarungszeit Kontakt zu Artgenossen meiden. Sie weisen kein Territorialverhalten auf, sondern haben einander überlappende Reviere.
Männchen legen während ihrer nächtlichen Nahrungssuche etwa zwei bis drei Kilometer zurück. Die nächtlichen Wanderstrecken der Weibchen sind dagegen etwas kürzer. Telemetrische Untersuchungen haben gezeigt, dass sie auch in der Lage sind, Flüsse schwimmend zu durchqueren. In der Regel stellen solche Fließgewässer aber die Grenzen ihres Territoriums dar.

### Selbstbespeichelung

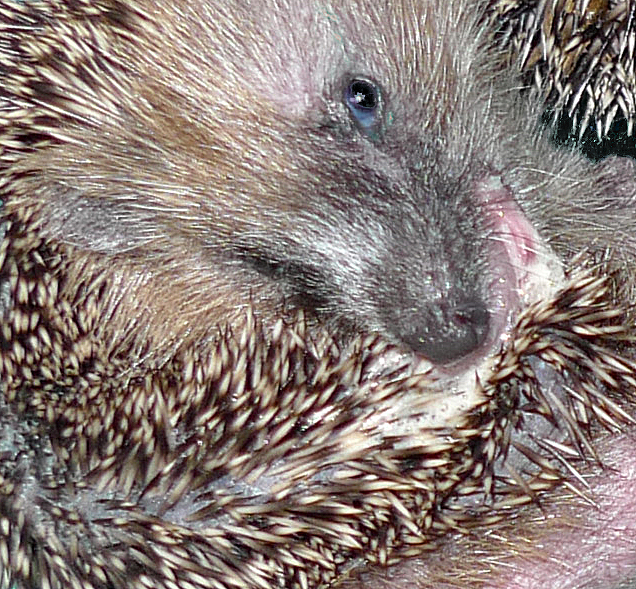
Selbstbespeichelung

Braunbrustigel können gelegentlich dabei beobachtet werden, wie sie durch kauende Bewegungen große Mengen eines schaumigen Speichels produzieren und diesen Speichel unter auf den Menschen sonderbar wirkenden Verrenkungen auf den Rücken spucken. Es ist bislang nicht ausreichend geklärt, was die Ursache und die Folgewirkung dieses Verhaltens ist. Es tritt jedoch insbesondere dann häufig auf, wenn die Tiere eine besonders intensiv riechende Substanz wittern. Es wird daher vermutet, dass dieser Vorgang der Reinigung der Geschmacks- und Geruchszellen dient.

### Das Einrollen des Igels

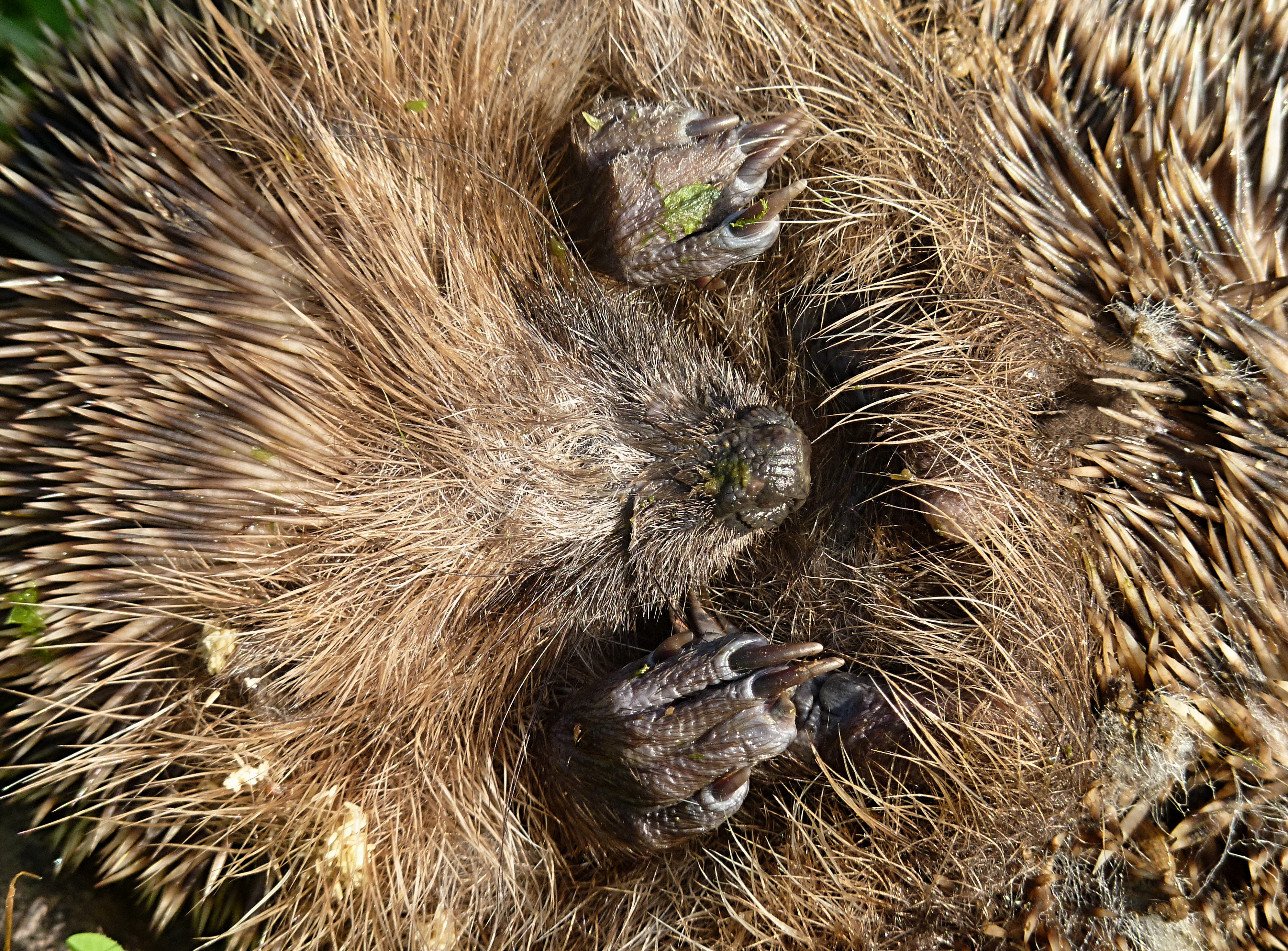
Eingerollter Igel

Zu den bekanntesten Eigenschaften der Igel zählt, sich zu einer Stachelkugel einrollen zu können. Das Einrollen des Körpers ist ein komplexes Zusammenspiel zahlreicher Muskeln, darunter des Musculus caudo-dorsalis, der von den Schwanzwirbeln zum Rücken verläuft und die Stacheln aufrichtet, und eines Ringmuskels (Musculus sphincter cuculli), der das Tier geschlossen hält und so die ungeschützten Körperteile verbirgt. Jeder Stachel ist zusätzlich mit einem Aufrichtemuskel (Musculus arrector pili) ausgestattet, der bei Kontraktion dafür sorgt, dass die Stacheln starr aufgestellt werden. Braunbrustigel rollen sich nicht bei jeder Gefahr vollständig ein, sondern begnügen sich anfangs mit einem Einziehen des Kopfes beziehungsweise dem Aufstellen der Stachelhaube des Kopfes.

### Winterschlaf
Der Braunbrustigel hält einen Winterschlaf, der auch unterbrochen werden kann. Er zählt zu den echten Winterschläfern und verbringt während der nahrungsarmen Zeit rund fünf bis sechs Monate (von Oktober oder November bis April) in einem geschützten kugelförmigen Nest, als Winterquartier dienen ihm auch Reisig- oder Laubhaufen. Alle Stoffwechselvorgänge sind dabei stark vermindert. Die Körpertemperatur sinkt von rund 36 Grad auf ein bis acht Grad, die Atemfrequenz liegt bei ein- bis zweimal pro Minute, der Herzrhythmus sinkt auf fünf Schläge pro Minute. Während des Winterschlafes verlieren sie zwischen 17 und 26 Prozent ihres Körpergewichtes. Um den Winterschlaf zu überleben, müssen die Tiere mindestens 500 Gramm Körpergewicht haben.

## Fortpflanzung

### Die Paarung
Die Paarungszeit der Igel beginnt bereits Ende April oder im Mai und erstreckt sich bis Mitte August. Männliche Igel legen auf der Suche nach paarungswilligen Partnerinnen große Strecken zurück. Findet ein Männchen ein paarungsfähiges Weibchen, umkreist es dieses mit großer Ausdauer. Das Weibchen entzieht sich u. U. den Nachstellversuchen des Männchens, indem es ihm unter Schnaufen und Fauchen die Körperflanke zuwendet und mit aufgestellten Kopfstacheln sowie Stößen des Kopfes die Annäherungsversuche des Männchens abwehrt. Die Bewegungsabläufe beider Igel sind dabei so auffällig, dass sie gelegentlich als „Igelkarussell“ bezeichnet werden. Ein solches Igelkarussell kann sich über Stunden hinziehen. Kommt ein weiteres Männchen hinzu, nutzt das Weibchen häufig den kurzen Kampf zwischen den beiden Männchen, um sich vom Kampfplatz zu entfernen.
Trotz der Stacheln vollzieht sich die Paarung der Braunbrustigel in einer für Säugetiere konventionellen Haltung. Das Männchen besteigt das Weibchen von hinten. Dieses drückt seinen Leib flach gegen den Boden und hat dabei die Stacheln flach angelegt. Die Begattung kann sich, unterbrochen von kurzen Pausen, über eine Stunde hinziehen. Verbleibt das Männchen nach der Paarung in der Nähe des Weibchens, dann verbeißt das Weibchen kurz vor der Geburt der Jungen das Männchen. In der Regel sucht das Männchen aber bereits kurz nach der Paarung nach weiteren paarungswilligen Partnerinnen.

### Die Jungtiere
| Nährstoff       | Menge je 100 g |
| --------------- | -------------- |
| Trockensubstanz | 45,2 g         |
| Energie         | 1353 kJ        |
| Rohprotein      | 16 g           |
| Rohfett         | 25,5 g         |
| Lactose         | 0,07 g         |
| Calcium         | 0,41 mg        |
| Phosphor        | 0,27 mg        |
| Magnesium       | 0,03 mg        |
| Natrium         | 0,09 mg        |
| Kalium          | 0,15 mg        |
| Eisen           | 1,79 mg        |
| Kupfer          | 0,31 mg        |
| Zink            | 3,02 mg        |

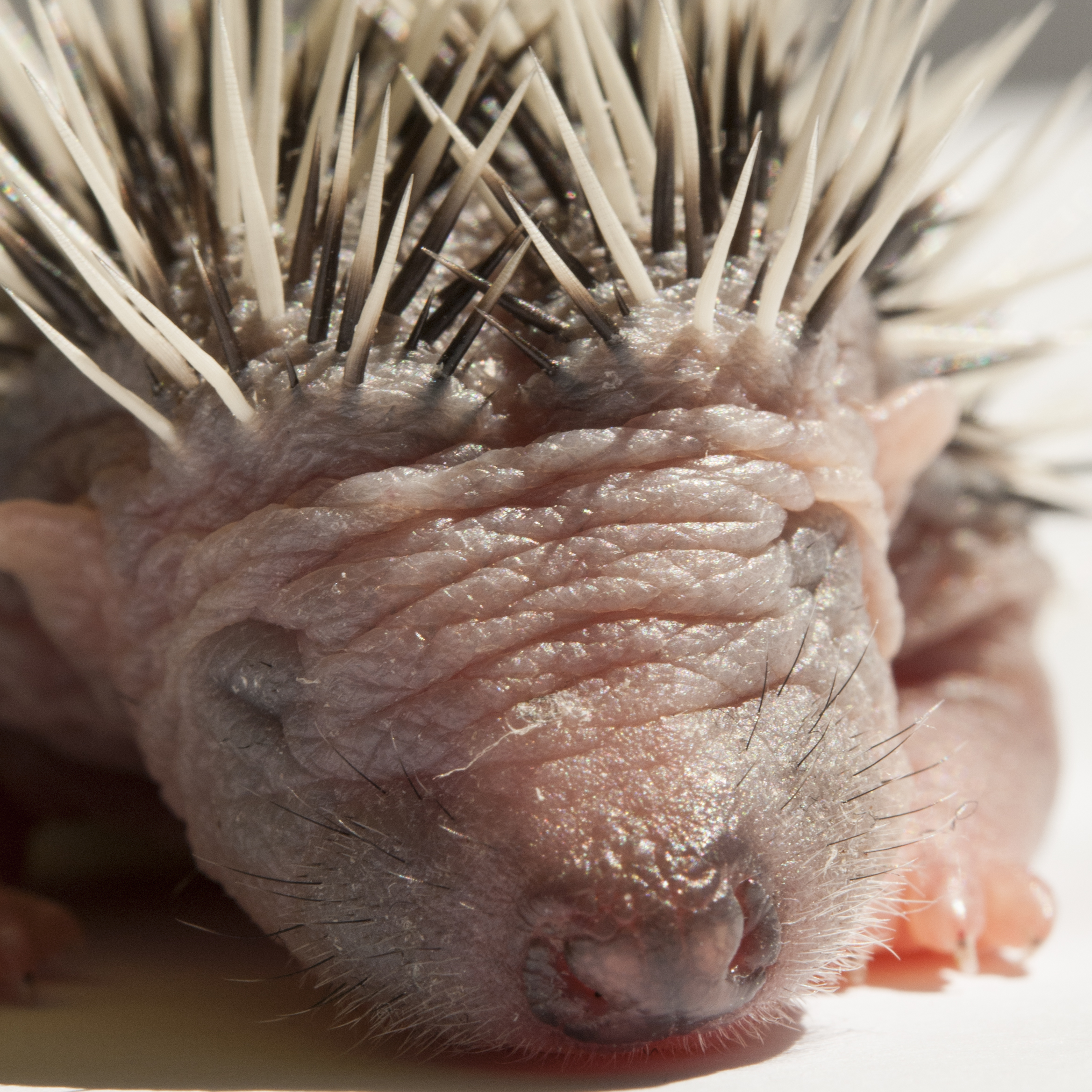
Neugeborener Jungigel mit geschlossenen Augen

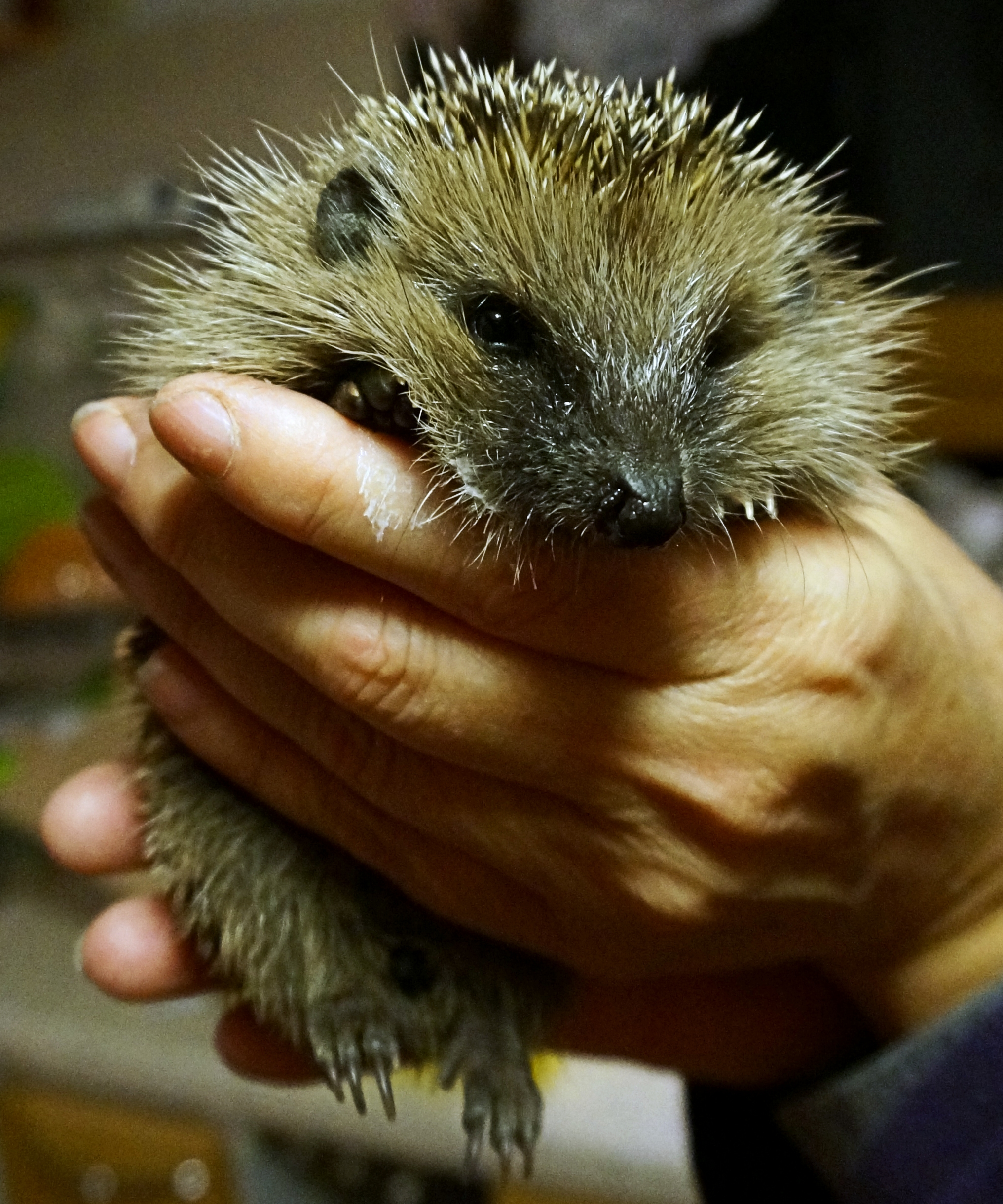
Jungigel mit ca. 240 Gramm

Nach einer Tragezeit von rund 35 Tagen bringt das Weibchen zwischen Juni und September seinen Nachwuchs zur Welt. Der geburtenstärkste Monat ist der August. In Mitteleuropa werden 61 Prozent aller Jungigel in diesem Monat geboren. Als Bau nutzt sie ein großes, mit trockenem Gras, altem Laub und Moos sorgfältig ausgepolstertes Nest, das sie etwa einen Tag vor der Niederkunft baut. Als Kinderstube werden meist regengeschützte Unterstände wie hohle Bäume, Reisighaufen, Holzstöße oder auch Hohlräume unter Gartenhäuschen und Schuppen genutzt. Die Jungigel wiegen bei der Geburt 12 bis 25 Gramm und haben noch geschlossene Augen und Ohren. Wird die Igelmutter während oder kurz nach der Geburt gestört, verlässt sie ihren Wurf oder frisst ihn sogar auf. Erst später reagiert sie auf Störungen, indem sie die Jungen in ein anderes Nest trägt.
Die Säugezeit dauert ungefähr bis zur sechsten Woche. In der ersten Woche nehmen sie etwa drei Gramm täglich, ab der dritten Lebenswoche etwa vier Gramm täglich zu. Am Ende der Säugezeit wiegen Jungigel etwa 200 bis 250 Gramm. Igelmilch hat einen sehr hohen Trockensubstanz- und Fettgehalt und einen sehr niedrigen Milchzuckergehalt (Lactose) und ähnelt damit am ehesten der Milch von Robben. Das Fett besteht vorwiegend aus langkettigen Fettsäuren mit einem sehr hohen Anteil von Linolsäure. Der Eisen- und Zinkgehalt sind ebenfalls außergewöhnlich hoch. Der hohe Zinkgehalt ist vermutlich dem Wachstum der Stacheln geschuldet, die hohe Gehalte an diesem Spurenelement haben.
Die etwa 100 Stacheln, über die ein frischgeborener Igel verfügt, sind zum Zeitpunkt der Geburt weiß und in die rosafarbene, wie aufgequollen wirkende Rückenhaut eingebettet. Innerhalb der ersten beiden Lebenswochen wachsen dem Jungigel weitere Stacheln, die die igeltypische Färbung mit der braunen Mitte aufweisen.
Ab einem Alter von 14 Tagen beginnen sich die Augen zu öffnen. Ab dem 21. Lebenstag stoßen die Milchzähne durch. Sie werden im Alter von zwei bis drei Monaten allmählich durch das bleibende Gebiss ersetzt. Im Alter von dreieinhalb Wochen verlassen die Jungen erstmals das Nest und versuchen selbständig Nahrung zu finden. Die Geschlechtsreife erlangen sie mit etwa neun Monaten.

### Wurfgröße

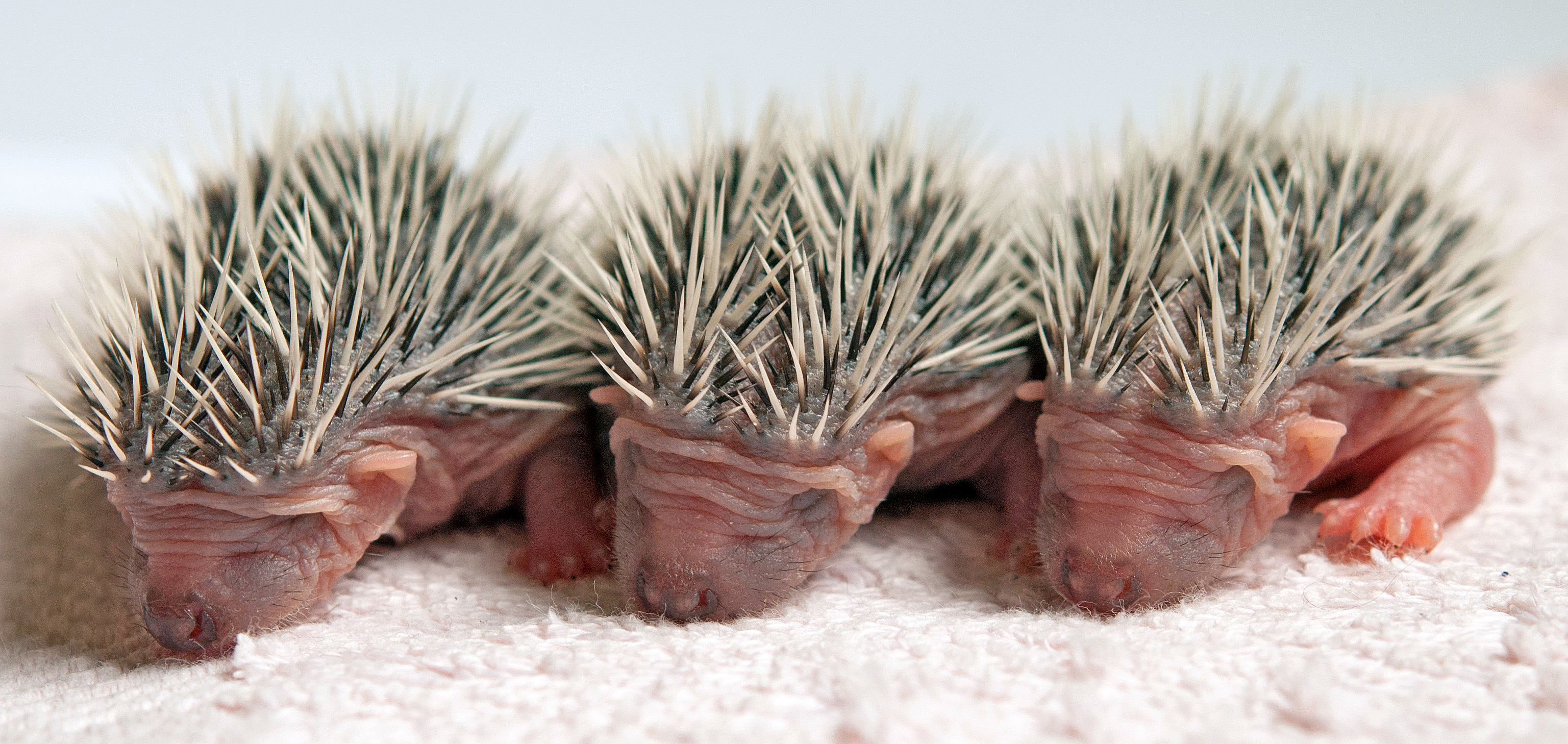
Drei Jungtiere, einen Tag nach ihrer Geburt

In Mitteleuropa tragen Braunbrustigel in der Regel nur einen Wurf pro Jahr aus. Geht der erste Wurf verloren, haben Igel gelegentlich einen zweiten Wurf, der dann im Spätsommer zur Welt kommt. Diese Jungigel haben jedoch nur eine geringe Chance, das Winterhalbjahr zu überleben. Sie verfügen meist nicht über ausreichend Fettreserven, um aus dem Winterschlaf wieder aufzuwachen. In wärmeren Regionen des Verbreitungsgebietes können Braunbrustigel aber jährlich bis zu zwei Würfe großziehen.
Die Wurfgröße kann zwischen zwei und zehn Jungigeln variieren. Durchschnittlich kommen vier bis fünf Jungtiere zur Welt. In der Regel verfügt eine Igelmutter nicht über ausreichend Milch, um einen größeren Wurf als fünf Jungigel ausreichend zu ernähren. Ist das Wetter zu kalt oder zu trocken, so dass die Igelin nicht mehr ausreichend Futter findet, ist selbst die Ernährung eines solch durchschnittlichen Wurfes gefährdet. Der britische Igelexperte Pat Morris schätzt, dass eine Igelin pro Saison nicht mehr als zwei, höchstens drei Jungtiere großzieht.

## Lebenserwartung, Fressfeinde und Krankheiten

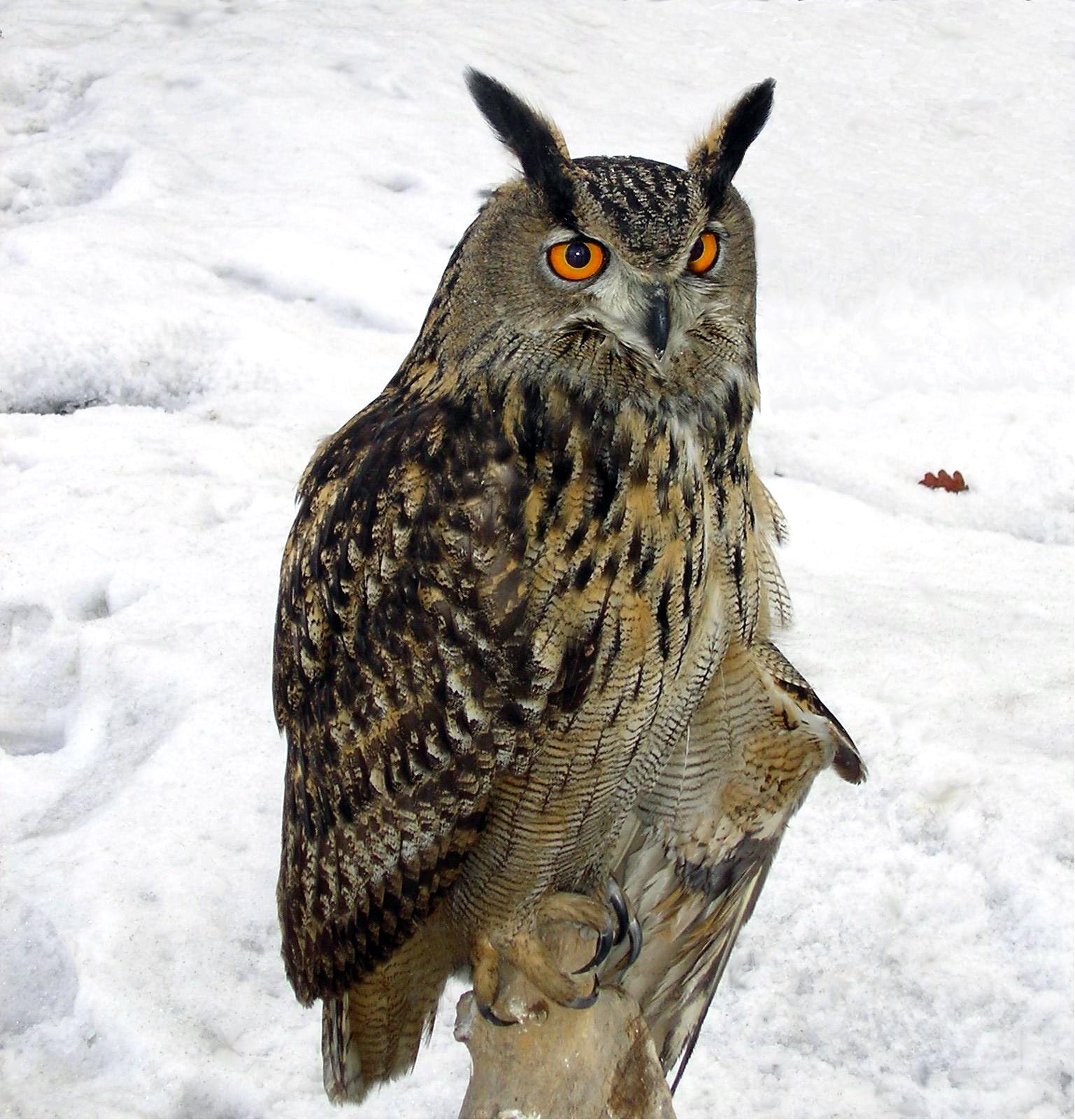
Der Uhu zählt zu den wichtigsten Fressfeinden des Braunbrustigels

### Fressfeinde
Auch ein vollständiges Einrollen schützt den Braunbrustigel nicht völlig vor Fleischfressern. Zu ihren natürlichen Feinden zählen Raubtiere wie Marder und Füchse. Steinadler und Uhu zählen wegen ihrer kräftigen, langen Krallen zu den wenigen Tierarten, die in der Lage sind, auch einen fest eingerollten Igel zu töten. Der Dachs ist mit seiner besonderen Schnauze in der Lage, einen eingerollten Igel aufzurollen. Uhu und Dachs sind in Mitteleuropa daher die wichtigsten Fressfeinde des Igels.
Kranke und unterernährte Igel verfügen häufig nicht mehr über die Energie, sich fest einzurollen. Hungernde Igel suchen außerdem auch bei Tag nach Nahrung. Solche bereits geschwächten Igel werden auch von Mardern, Iltissen oder Wildschweinen erbeutet und von Krähen und Elstern attackiert.

### Krankheiten

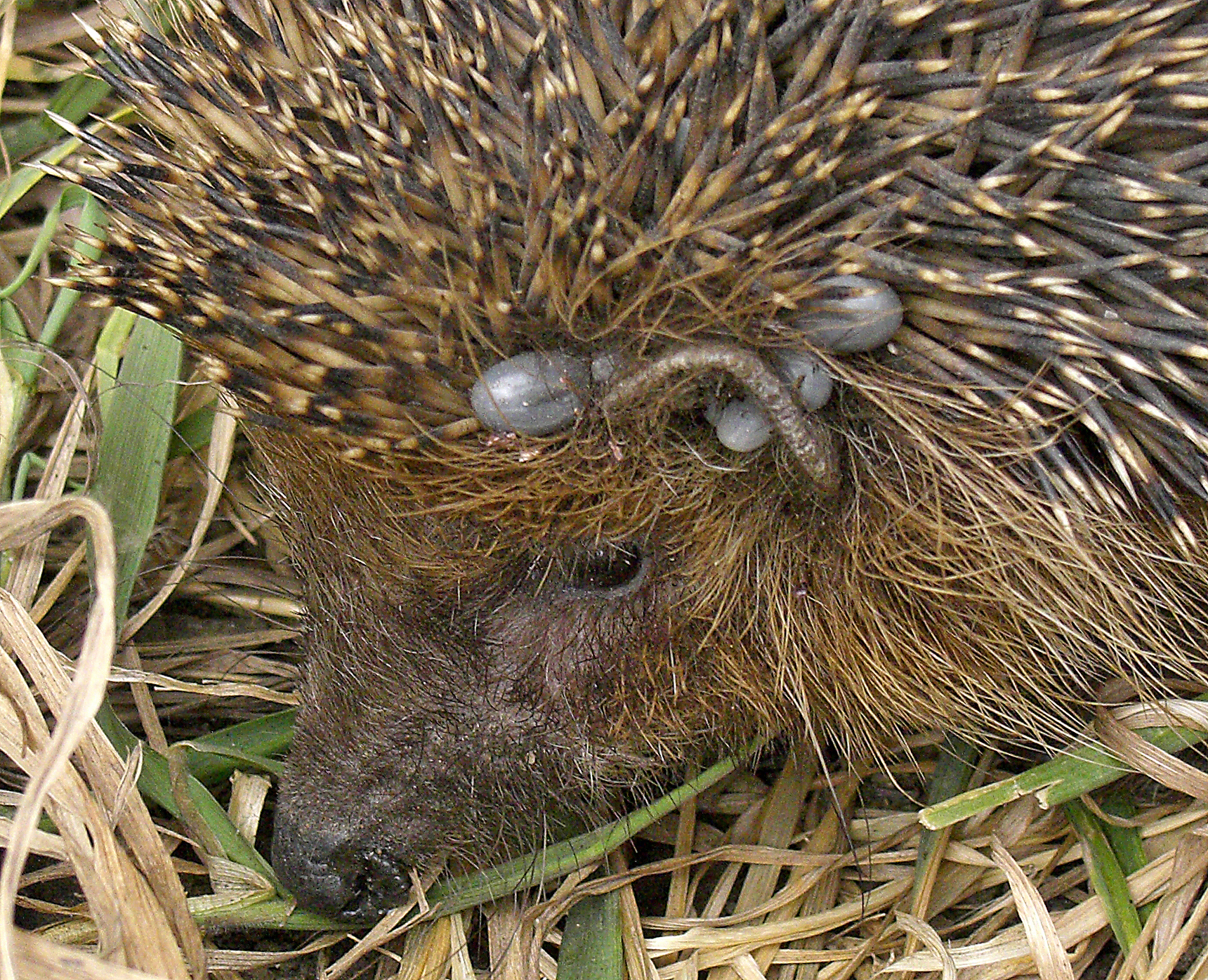
Von zahlreichen Zecken parasitierter Igel

Braunbrustigel sind sehr oft von Parasiten befallen. Braunbrustigel leiden umso stärker unter einem Parasitenbefall, je unzureichender ihr allgemeiner Gesundheitszustand ist. Schlecht ernährte Igel können dem Befall durch Parasiten erliegen.
Zu den Endoparasiten zählen der Lungenwurm Crenosoma striatum und Haarwürmer der Gattung Capillaria. Lungenwürmer können eine parasitär bedingte Lungenentzündung auslösen, die sekundär durch bakterielle Besiedlung verkompliziert wird. Spiruroides erinacei ist ein im Magen parasitierender Spulwurm. Häufigere Bandwürmer sind Brachylaemus erinacei und Hymenolepis erinacei. Kratzwürmer können schwere Schädigungen der Darmwand und auch Bauchfellentzündungen verursachen. Kokzidien wie Isospora rastegaievae sind eher selten.
Nahezu alle Igel in Deutschland tragen Ektoparasiten. Hier sind vor allem Flöhe (Igelfloh, Katzenfloh, Ceratophyllus sciurorum, Nosopsyllus fasciatus), Zecken (Igel-, Fuchszecke und Gemeiner Holzbock) und Milben der Familie Macronyssidae, Acaridae sowie Caparinia erinacei und Caparinia tripilis von Bedeutung.

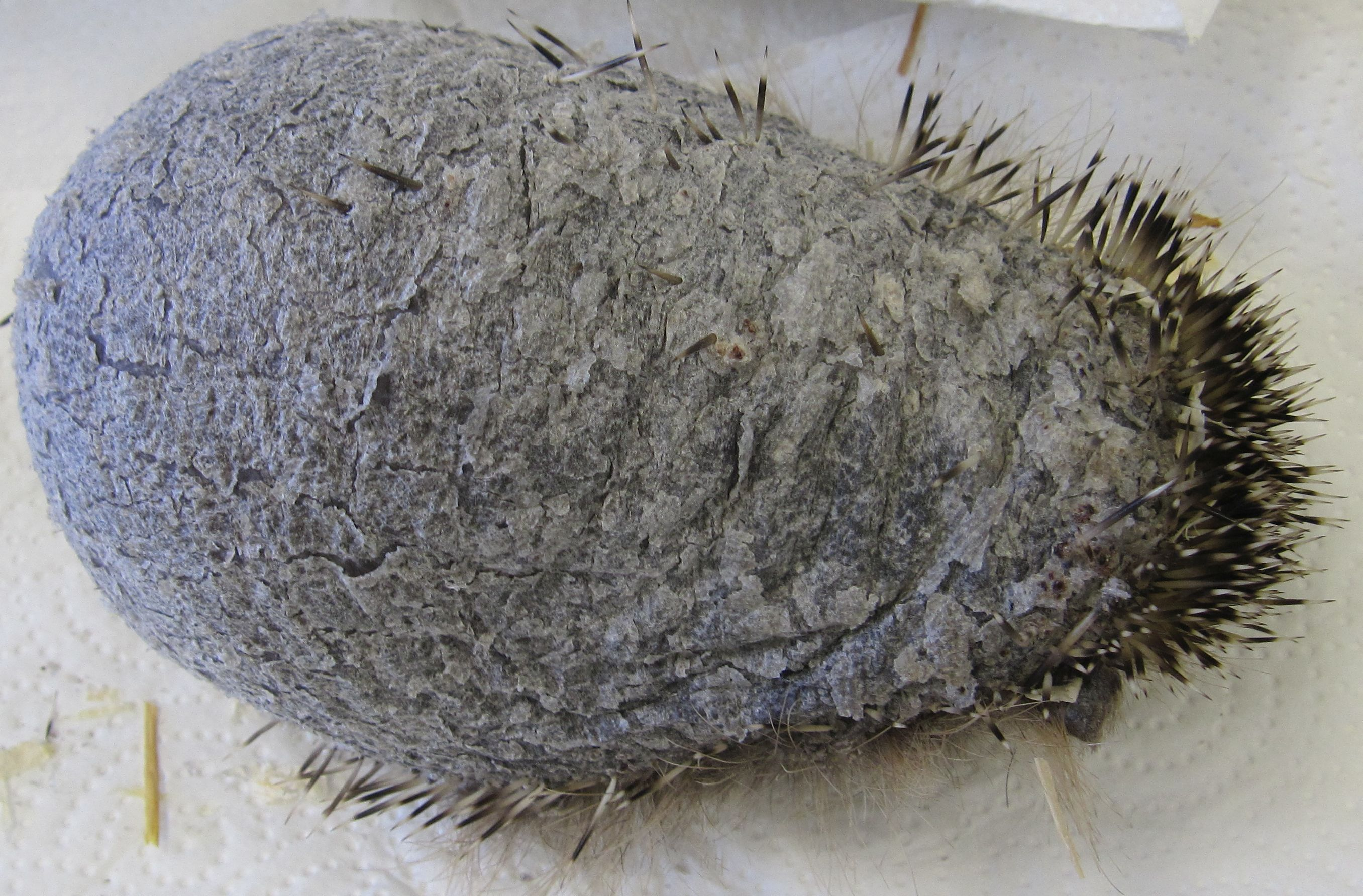
Dermatophytose mit Stachelverlust

Igel erkranken häufig an Dermatophytosen oder sind symptomlose Überträger von Dermatophyten. Bei den Infektionskrankheiten spielen neben den bakteriellen Sekundärinfektionen der Lunge vor allem Salmonellen eine wichtige Rolle. Tollwut ist hingegen extrem selten.

### Lebenserwartung
Belegt ist für in freier Wildbahn lebende Igel ein Lebensalter von sechzehn Jahren. In Gefangenschaft erreichten Igel schon ein Alter von zehn Jahren und mehr.
Die wenigsten neugeborenen Igel erreichen jedoch ein so hohes Lebensalter. Untersuchungen haben gezeigt, dass die Todesrate bei Jungigeln sehr hoch ist: Aus einem Wurf von fünf Jungigeln stirbt im Schnitt bereits ein Igel, bevor er das erste Mal das Nest verlassen kann. Von zehn Jungigeln überleben nur ein oder zwei das erste Lebensjahr. Die Igel, die bereits ihr erstes Lebensjahr abgeschlossen haben, haben dagegen eine 50-prozentige Chance, auch ihr zweites Lebensjahr zu vollenden.

## Bestand

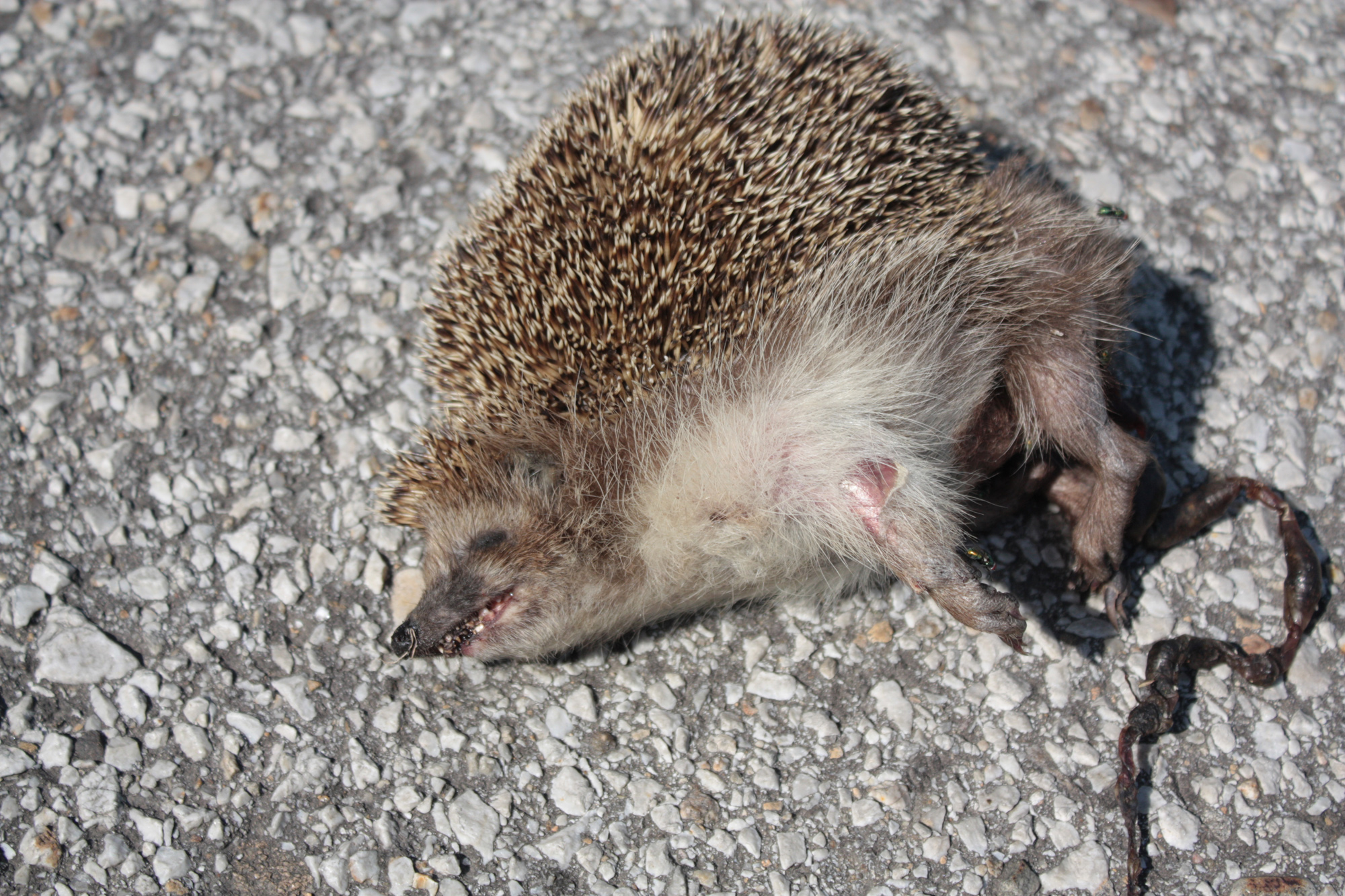
Straßenverkehrsopfer Igel

Flächendeckende Bestandsaufnahmen für Igel liegen für Mitteleuropa nicht vor. Allein in Deutschland werden aber Jahr für Jahr etwa eine halbe Million Igel im Straßenverkehr totgefahren, was auf hohe Bestandszahlen hinweist.
In Deutschland wird der Westigel seit 2020 auf der „Vorwarnliste“ der Roten Liste gefährdeter Arten geführt. Auch in einigen Bundesländern gilt diese Einstufung, darunter beispielsweise in Bayern. In Sachsen-Anhalt wird der Igel sogar als „gefährdet“ in der eigentlichen Roten Liste aufgeführt. In Berlin und Bayern versuchen Bürgerforscher-Projekte, den Igelbestand zu überprüfen. 2023 stufte die IUCN den Braunbrustigel als „potenziell gefährdet“ (near threatened) ein aufgrund einer Bestandsabnahme von teils über 30 Prozent in 10 Jahren (z. B. in Bayern über 50 Prozent), festgestellt durch Zählung von überfahrenen Igeln. Als Ursachen hierfür nennt die IUCN unter anderem Intensivierung der Landwirtschaft, Habitatverlust und Pestizide wie z. B. Giftköder. Möglicherweise beeinflusst auch der Klimawandel den Winterschlaf negativ.
Menschengemachte Gefahren stellen die größte Bedrohung für den Braunbrustigel dar. So ist das Einrollen zur Stachelkugel eine Verhaltensweise, die im Zusammenhang mit dem Straßenverkehr nachteilig ist, da unbeweglich auf der Straße verharrende Igel von Autoreifen überrollt werden können. Dieses Verhalten führt auch dazu, dass sie von Mährobotern, die nachts oder in der Dämmerung betrieben werden, teils schwer bis tödlich verletzt werden. Durch die zunehmende Verbreitung dieser Geräte steigt auch die Zahl der dadurch verletzten Igel.
Die zunehmende Verknappung seines Lebensraumes durch Bebauung und Ausräumung der Feldfluren, um großflächige, industrielle Landnutzung zu ermöglichen, hat erhebliche Habitat-Zerstörungen zur Folge und führt dazu, dass der Igel in Teilen seines Verbreitungsgebietes selten geworden ist. Diese Habitatzerstörungen haben gleichzeitig Inselpopulationen zur Folge, die genetisch von der übrigen Population isoliert sind. Igel mögen beispielsweise im äußeren Siedlungsbereich eines Dorfes noch zahlreich vorkommen. Ist dieses Dorf aber von stark befahrenen Verkehrswegen und in intensiver Monokultur genutzten Agrarflächen umgeben, kommt es zu keinem oder nur einem noch geringen Austausch mit angrenzenden Populationen. Damit fehlt der für eine gesunde und widerstandsfähige Population notwendige Genaustausch. Isolierte Populationen sind stärker als andere davon bedroht, durch exogene Faktoren wie beispielsweise durch den Ausbruch einer Epidemie ausgelöscht zu werden.
Hinzu kommt der Verlust naturnaher Gärten und strukturreicher Flächen durch Bebauung, Versiegelung und das Aufräumen von Freiflächen. Der Rückgang von Hecken, Totholz und Laubhaufen reduziert die Rückzugsorte und Nahrungsquellen der Igel drastisch. Auch der Einsatz von chemischen Giften – etwa gegen Schnecken – gefährdet ihn unmittelbar, da sie entweder das Gift selbst oder vergiftete Beutetiere aufnehmen.
Als der Bestand in Wien stark zurückging, begann das Stadtgartenamt 2014 in Donaustadt und Herbst 2015 auch in weiteren Außenbezirken Laubhaufen liegen zu lassen und mit Fichtenzweigen einzudecken, um Igeln ein Winterquartier zu bieten. Nebeneffekt dieses flächenmäßig größten Igelprojekts ist ein Mehr an Insekten und Singvögeln, etwa des Zaunkönigs.

## Systematik
Innerhalb der Familie der Igel gehört der Braunbrustigel zur Unterfamilie der Stacheligel (Erinaceinae) und dort zur Gattung der Kurzohrigel (Erinaceus), die neben ihm noch drei Arten, den südlichen (Erinaceus concolor) und nördlichen (Erinaceus roumanicus) Weißbrustigel sowie den Chinesischen Igel (Erinaceus amurensis) umfasst. Die Igel werden in die Ordnung der Insektenfresser (Insectivora) eingeordnet, die außerdem noch die Spitzmäuse (Soricidae) und die Maulwürfe (Talpidae) umfasst. Die ältesten Stacheligel entwickelten sich im Oligozän, die ersten modernen Stacheligel aus der Gattung Erinaceus bereits im mittleren Miozän.
Die beiden Weißbrust- oder Ostigelarten, deren Verbreitungsgebiet sich östlich an das des Braunbrustigels anschließt und sich im Fall des nördlichen Weißbrustigels mit diesem überschneiden, wurde früher manchmal lediglich als Unterart des Braunbrustigels betrachtet. Gemeinsam fasste man beide Arten als „Europäischer Igel“ zusammen. Diese Auffassung entspricht aber nicht dem aktuellen Stand der Wissenschaft. Mittlerweile ist vielmehr gesichert, dass die Eiszeiten des Pleistozän separate Igelpopulationen zur Folge hatten. Ein Rückzugsgebiet war das eisfrei gebliebene Frankreich, Spanien und Italien. Der andere Teil der Population befand sich in Südosteuropa. Die über 700.000 Jahre andauernde Trennung brachte zwei unterschiedliche Arten hervor, nach neueren Untersuchungen wird der Weißbrustigel in zwei Arten unterschieden.

## Braunbrustigel und Mensch

### Braunbrustigel in der jungpaläolithischen Kunst

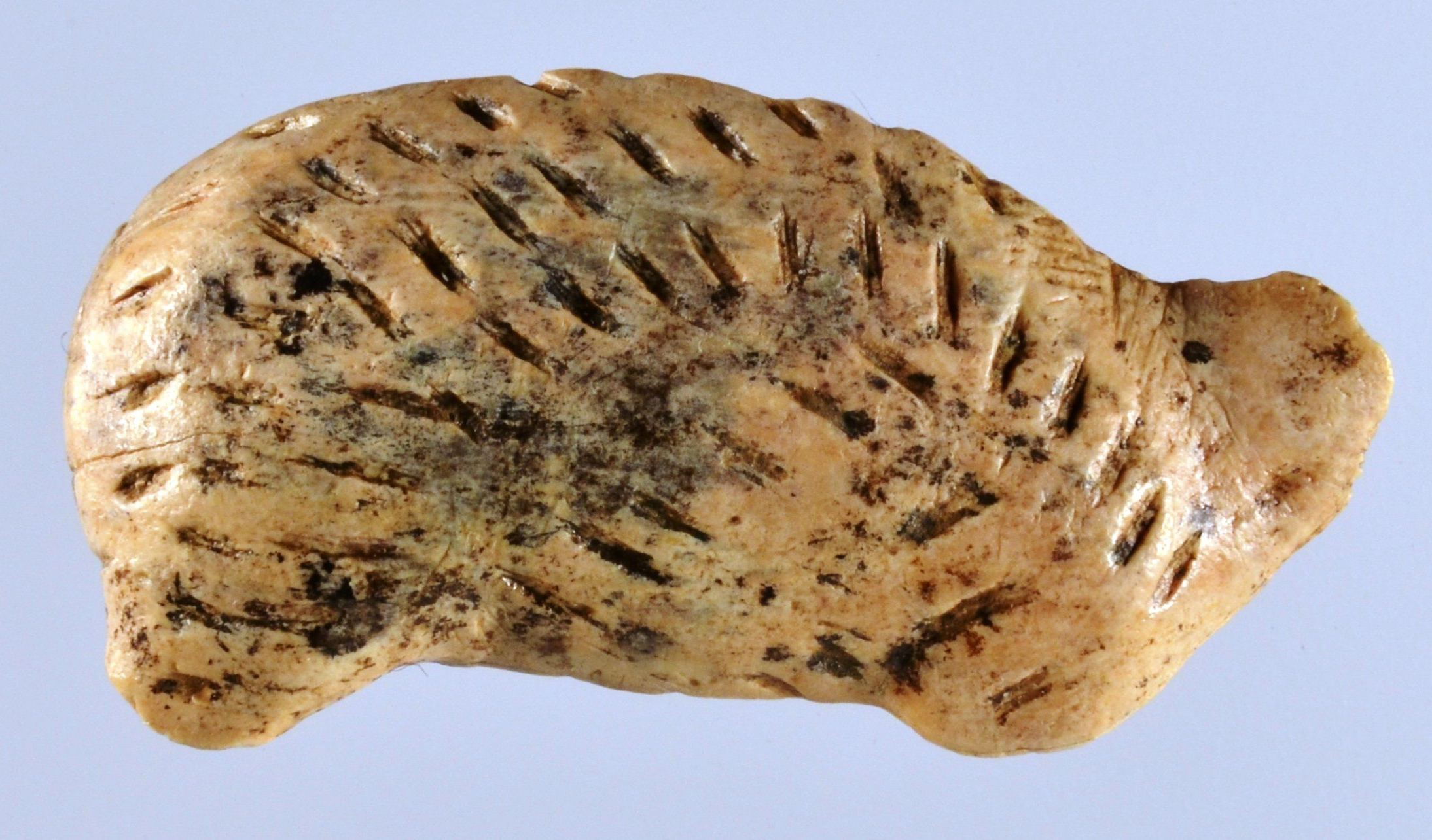
Eines der ältesten Kunstwerke der Menschheit, Igel aus der Vogelherdhöhle (40 000 Jahre alt, Aurignacien), UNESCO-Welterbe „Höhlen und Eiszeitkunst im Schwäbischen Jura“, Museum der Universität Tübingen MUT

Igel wurden allgemein in der jungpaläolithischen Kunst nur selten dargestellt. Bei archäologischen Ausgrabungen im Abraum der Vogelherdhöhle auf der Schwäbischen Alb wurde 2008 eine knapp drei Zentimeter große, fragmentierte Figur entdeckt. Sie ist aus Mammutelfenbein gefertigt und stellt möglicherweise einen Igel dar. Die Skulptur aus Mammutelfenbein stammt aus dem Aurignacien und ist Teil des UNESCO-Welterbes „Höhlen und Eiszeitkunst im Schwäbischen Jura“. Der Fund ist mit 15 weiteren Funden im Museum Alte Kulturen im Schloss Hohentübingen ausgestellt.

### Verwendung in der Heilkunde
In der alten Heilkunde, etwa in der Volksmedizin, nutzte man den Igel (lateinisch ericius genannt, auch erinaceus/erinacius) vielfältig. So wurden die Stacheln in altfranzösischen Liebeszaubern genutzt. Igelasche verwendete man in der Antike als Haarwuchsmittel: Der Schrift De medicamentis des im frühen 5. Jahrhundert in Gallien tätigen römischen Beamten Marcellus Empiricus zufolge wurden dazu Haut („Panzer“) und Kopf eines Igels verbrannt, und die Asche unter Zusatz von Honig auf die von Haarausfall betroffenen Stellen aufgetragen. In einem zweiten Rezept erwähnt Marcellus, dass auch nur der Kopf des Igels verbrannt werden könne, wobei die Asche dann, mit dem ausgelassenen Fett des Igelkörpers vermengt, zur Behandlung aufgetragen werden soll. Dies soll selbst an narbigen Hautstellen die Haare neu wachsen lassen. In einem dritten Rezept beschreibt er, dass der Igel auch komplett verbrannt werden kann, und seine Asche, mit Bärenfett als Salbe zubereitet, selbst eine bereits vorhandene vollständige Kahlköpfigkeit heilen könne. Auch gegen Epilepsie, Wassersucht und Blasenschwäche sowie gegen Pferdeerkrankungen wurde Igelasche früher verwendet. Nieren- und Blasensteine versuchte man mit getrocknetem Igelblut auszutreiben und Igelfett galt als Heilmittel bei Knochenbrüchen und offenen Wunden. Wurde der ganze Körper eines Menschen mit Igelfett eingerieben, sollte dies gegen Erbkrankheiten helfen. Igel- oder auch Fuchsschmalz, auf einem Stock aufgetragen, lockte dagegen angeblich alle Flöhe des Haushalts an. Igelgalle galt als Verschönerungsmittel, Igelleber wurde als Mittel gegen Nierenkrankheiten sowie Krämpfe eingesetzt und Igelmilz gegen Milzerkrankungen.

### Igel als Nahrungsmittel
In vielen Regionen Europas wurde das Fleisch des Igels als Nahrungsmittel genutzt.
Im fünften Jahrhundert stand Igelbraten bei den Römern gelegentlich auf der Speisekarte, gleiches gilt für das England des 15. Jahrhunderts. Im mittelalterlichen Spanien galt Igelfleisch als beliebte Fastenspeise. Dies begründete man damit, dass Igel ausschließlich von Kräutern und Wurzeln leben würden. Dass gleichzeitig die rein vegetarisch lebenden Rinder und Schafe in der Fastenzeit nicht gegessen wurden, empfand man offensichtlich nicht als Widerspruch. In der Kultur der Roma ist der Igel – hier mit besonders symbolischem Bezug – teils noch heute ein Bestandteil der Ernährung.
In Deutschland ist der Igel wie fast alle wildlebenden heimischen Säugetierarten seit 1980 besonders geschützt. Somit gelten Zugriffs- und Besitzverbote, nach denen man ihm nicht nachstellen und einzelne Tiere nicht fangen, töten oder verletzen und – auch tot oder in Teilen – nicht besitzen darf. Ähnliche Gesetze gibt es in den meisten Ländern Europas.

### Igel als Metapher
Das Stachelkleid der Igel wird regelmäßig als Metapher für eine wehrhafte Verteidigung verwendet. Bekannte Beispiele sind das Gedicht Fuchs und Igel von Wilhelm Busch oder die Igelstellung, bei der sich Fußsoldaten seit dem Mittelalter kreisförmig sammelten und gemeinsam ihre Spieße nach außen richteten. Auch die Redewendung sich einigeln geht darauf zurück. Auch die Bundeswehr nutzte in den 1980er Jahren einen Igel als Maskottchen, um den defensiven Charakter, aber auch die Wehrhaftigkeit der deutschen Streitkräfte zu beschreiben.